# Friendship (Tennessee)
Friendship é uma cidade localizada no estado norte-americano de Tennessee, no Condado de Crockett.

## Demografia
Segundo o censo norte-americano de 2000, a sua população era de 608 habitantes.
Em 2006, foi estimada uma população de 603, um decréscimo de 5 (-0.8%).

## Geografia
De acordo com o United States Census Bureau tem uma área de
3,4 km², dos quais 3,4 km² cobertos por terra e 0,0 km² cobertos por água. Friendship localiza-se a aproximadamente 122 m acima do nível do mar.

## Localidades na vizinhança
O diagrama seguinte representa as localidades num raio de 20 km ao redor de Friendship.